# Iulian P. Gavăț
Iulian P. „Ion” Gavăț (ur. 3 lipca 1900 w Tâmboești, zm. 18 czerwca 1978 w Bukareszcie) – geofizyk rumuński, profesor, członek Rumuńskiej Akademii Nauk (od 1955 członek korespondent). Był też bobsleistą, uczestnikiem Zimowych Igrzysk Olimpijskich w Sankt Moritz w 1928.

## Igrzyska olimpijskie
Ion Gavăț uczestniczył w zimowych igrzyskach olimpijskich w 1928 w szwajcarskim Sankt Moritz. Na tych Igrzyskach wystąpił w jedynej bobslejowej konkurencji – piątkach, prekursorze bobslejowych czwórek. Drugi bobslej reprezentacji Rumunii w składzie Grigore Socolescu, Mircea Socolescu, Ion Gavăț, Toma Petre Ghițulescu, Traian Nițescu, w fatalnych warunkach atmosferycznych, zajęła 7. miejsce. Zawody podwójnie wygrała reprezentacja Stanów Zjednoczonych, trzecie miejsce zdobyli reprezentanci Niemiec.
Były to jedyne igrzyska olimpijskie w karierze tego bobsleisty.